# I Liceum Ogólnokształcące im. Henryka Sienkiewicza w Łańcucie
I Liceum Ogólnokształcące im. Henryka Sienkiewicza – liceum ogólnokształcące z siedzibą w Łańcucie.

## Historia
Gimnazjum zostało założone w okresie zaboru austriackiego w 1907, a inicjatorem jego powstania był Bolesław Żardecki. W 1910 zostało upaństwowione. W pierwszym okresie gimnazjum liczyło trzy klasy, a od 1914 obejmowało osiem klas i było prowadzone w typie realnym. W późniejszym czasie gimnazjum przekształcono w typ bifurkacyjny z rozgałęzieniem na oddziały równoległe o charakterze humanistycznym oraz matematyczno-przyrodniczym. W 1926 w Gimnazjum było osiem klas z 14 oddziałami, w których uczyło się łącznie 526 uczniów płci męskiej i 40 uczennic. Zarządzeniem Ministra Wyznań Religijnych i Oświecenia Publicznego Wojciecha Świętosławskiego z 23 lutego 1937 „Państwowe Gimnazjum im. Henryka Sienkiewicza w Łańcucie” zostało przekształcone w „Państwowe Liceum i Gimnazjum im. Henryka Sienkiewicza w Łańcucie” (państwową szkołę średnią ogólnokształcącą, złożoną z czteroletniego gimnazjum i dwuletniego liceum), a po wejściu w życie tzw. reformy jędrzejewiczowskiej szkoła miała charakter koedukacyjny, a wydział liceum ogólnokształcącego był prowadzony w typie humanistycznym.
Od października 1992 roku należy do Klubu Najstarszych Szkół w Polsce.

## Dyrektorzy
- Antoni Ludwik[4] Zubczewski (lata 20.)[5][6][7][1], rozporządzeniem Ministra W. R. i O. P. z 17 września 1929 L. II.23927/29 przeniesiony w stan spoczynku[4]
- Klemens Kocowski (1931-1939)

## Nauczyciele
- Tadeusz Miękisz
- ks. Paweł Rabczak

## Absolwenci i uczniowie
Absolwenci
- Zbigniew Ćwiąkalski
- Walenty Dąbek
- Franciszek Frączek
- Czesław Hernas
- Emil Kübler
- Stefan Moskwa
- Józef Nizioł
- Aleksander Pelc
- Wiesław Pleśniak
- Henryk Puziewicz
- Aleksander Rejman
- Wincenty Styś
- Józef Tejchma

Uczniowie
- Julian Richter (w latach 1910–1916)